# Karritz
Karritz ist ein Ortsteil der Ortschaft Neuendorf am Damm und der Stadt Kalbe (Milde) in Sachsen-Anhalt.

## Geographie
Karritz, ein altmärkische Sackgassendorf mit einer Kirche, liegt fünf Kilometer östlich von Kalbe (Milde). Zwischen Karritz und dem Nachbarort Neuendorf am Damm liegt der 50 Meter hohe Nelkenberg. Im Südwesten fließt der Radegraben, der im Nordwesten in den Secantsgraben strömt, der in die Milde mündet. In Karritz gibt es drei stehende Gewässer: den Dorfteich, den Rohrpfuhl und die Kieskuhle am Nelkenberg im Süden.

## Geschichte

### Mittelalter bis Neuzeit
Die Feldflur war schon in der mittleren Stein- und Bronzezeit besiedelt. Im Altmärkischen Museum in Stendal befindet sich eine in Karritz gefundene Feuerstein-Lanzenspitze. Neben einer Bronzeschwertspitze fand man im Moor ein bronzenes Hängebecken. Das Dorf soll von Slawen nach dem Jahr 800 gegründet worden sein.
Im Landbuch der Mark Brandenburg von 1375 wird das Dorf als Karwitz aufgeführt. Weitere Nennungen sind 1472 karuetze, 1494 Karffetze, 1519 'Carwytz', 1542 Kerbsen, 1608 Carwitz, 1687 Karwitz und schließlich 1804 Carritz.
Durch Erlass des Oberpräsidenten in Magdeburg vom 28. Juni 1937 wurde die amtliche Schreibweise Karritz endgültig festgelegt.
Die von Wilhelm Zahn 1928 angeführte erste Erwähnung als Carnitz aus dem Jahre 1238 trifft nicht zu. Bereits 1841 hatte Peter Wilhelm Behrens in der Edition der Urkunde von 1238 Carnitz Bollinghen als Klein Bellingen identifiziert.
Um 1900 war Carritz durch Rinderzucht und Hopfenbau eine wohlhabende Gemeinde.
Die Freiwillige Feuerwehr Karritz-Neuendorf wurde am 20. August 1911 gegründet. 2004 wurde ein Feuerwehrhaus, das auch als Dorfgemeinschaftshaus dient, gebaut.

### Herkunft des Ortsnamens
Die Bezeichnung Karritz (karicz) bedeutet „Kuhdorf“ oder „Rodung“, ein Hinweis auf ausgedehnte Viehzucht. Franz Mertens führt die Übersetzung „Kuhdorf“ ohne weitere Erläuterung auf.

### Eingemeindungen
Bis 1807 gehörte das Dorf zum Stendalschen Kreis der Mark Brandenburg in der Altmark. Danach lag es ab 1807 bis 1813 im Kanton Bismark auf dem Territorium des napoleonischen Königreichs Westphalen. Ab 1816 gehörte die Gemeinde zum Kreis Stendal, dem späteren Landkreis Stendal.
Am 25. Juli 1952 wurde die Gemeinde in den Kreis Kalbe (Milde) umgegliedert. Am 21. Dezember 1973 wurde Karritz in die Gemeinde Neuendorf am Damm eingemeindet. Durch den Zusammenschluss von Neuendorf am Damm mit anderen Gemeinden am 1. Januar 2009 zur Einheitsgemeinde Stadt Kalbe (Milde) kam Karritz als Ortsteil zur neuen Ortschaft Neuendorf am Damm und zu Kalbe (Milde).

### Einwohnerentwicklung
| Jahr | Einwohner |
| ---- | --------- |
| 1734 | 117       |
| 1772 | 314       |
| 1790 | 104       |
| 1798 | 119       |
| 1801 | 127       |
| 1818 | 152       |
| 1840 | 188       |
| 1864 | 226       |

| Jahr | Einwohner |
| ---- | --------- |
| 1871 | 188       |
| 1885 | 207       |
| 1892 | [0]178    |
| 1895 | 188       |
| 1900 | [0]162    |
| 1905 | 185       |
| 1900 | [0]170    |
| 1925 | 187       |

| Jahr | Einwohner |
| ---- | --------- |
| 1939 | 172       |
| 1946 | 320       |
| 1964 | 240       |
| 1971 | 201       |
| 2007 | 133       |
| 2015 | 107       |
| 2016 | 101       |
| 2017 | 099       |

| Jahr | Einwohner |
| ---- | --------- |
| 2018 | 093       |
| 2020 | [00]100   |
| 2021 | [00]096   |
| 2022 | [0]100    |
| 2023 | [0]095    |

Quelle wenn nicht angegeben, bis 2006, 2015 bis 2018

## Religion
Die evangelische Kirchengemeinde Karritz gehörte bis 1958 zur Pfarrei Berkau, und danach zu Kremkau. Am 1. Januar 2007 wurden die evangelischen Kirchengemeinden Neuendorf am Damm und Karritz werden zum „Evangelischen Kirchspiel Neuendorf-Karritz“ zusammengeschlossen, das heute betreut wird Pfarrbereich Garlipp im Kirchenkreis Stendal im Bischofssprengel Magdeburg der Evangelischen Kirche in Mitteldeutschland.

## Kultur und Sehenswürdigkeiten

### Mühle

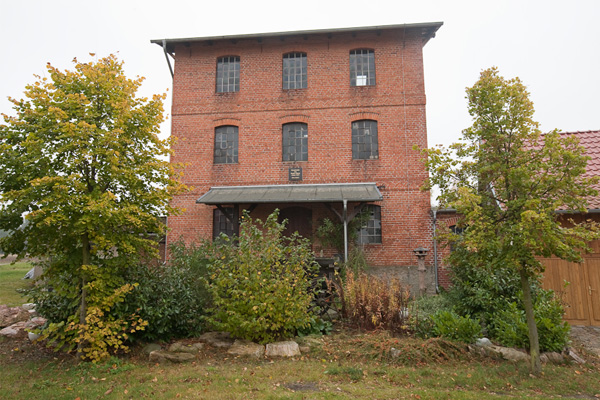
Dampfmühle von Robert Theek aus dem Jahr 1905

Um die Jahrhundertwende betrieb die Familie Robert Theek neben ihrer landwirtschaftlichen Tätigkeit auch einen Kolonialwarenladen und eine Bockwindmühle, die sich auf der nahe gelegenen Anhöhe befand und durch einen Sturm zerstört wurde. Um 1905 ließ Müller Theek durch das in Magdeburg ansässige Unternehmen Schlüter Mühlenbau eine neue Mühle errichten, die über eine Dampfmaschine betrieben wurde. Bis in die 1950er Jahre wurde hier Getreide geschrotet und zu Mehl verarbeitet. In den 1970er Jahren wurde der Mühlenbetrieb eingestellt. Zum hundertjährigen Jubiläum der Mühle im September 2005 wurde sie mittels eines Elektromotors wieder in Betrieb genommen. Sie läuft nun über einen leistungsstarken Schleifringmotor von AEG aus den 1920er Jahren.

### Kirche
Die evangelische Dorfkirche in Karritz ist ein Backsteinbau aus dem Jahre 1905 unter Verwendung der Grundmauern der alten Kirche, einer ursprünglich romanische Kirche aus dem 11./12. Jahrhundert. Beim Entfernen der alten Tünche im Innenraum kamen an den Wänden Bibelsprüche und in der Apsis das Vaterunser zum Vorschein. Die Bemalungen sind restauriert worden.

### Denkmale
In Karritz steht ein Gedenkstein für Kriegsopfer aus dem 19. und 20. Jahrhundert.

## Längstwellensender Goliath
Auf einem 263 Hektar großen Gelände nordwestlich von Karritz betrieb die Kriegsmarine von 1943 bis 1945 den Längstwellensender Goliath zur Übermittlung von Befehlen an getauchte U-Boote. Die Antenne dieses Senders, der mit einer Sendeleistung von 1000 Kilowatt der damals stärkste Sender der Welt gewesen sein dürfte, bestand aus einer Schirmantenne, die an 15 abgespannten, geerdeten Gittermasten von 170 Metern Höhe und an drei gegen Erde isolierten Rohrmasten von 204 Meter Höhe aufgehängt war. Nach 1945 diente die Anlage anfangs als Kriegsgefangenenlager, bevor sie 1946 demontiert wurde. Das Fundament von Mast Nummer 8 ist noch erhalten. Nach Demontage wurde der Längstwellensender als erster Sender dieser Art in der Sowjetunion in der Nähe von Nischni Nowgorod in der Siedlung Druschny wieder aufgebaut. Er ist bis heute (2010) in Betrieb.

## Verkehr

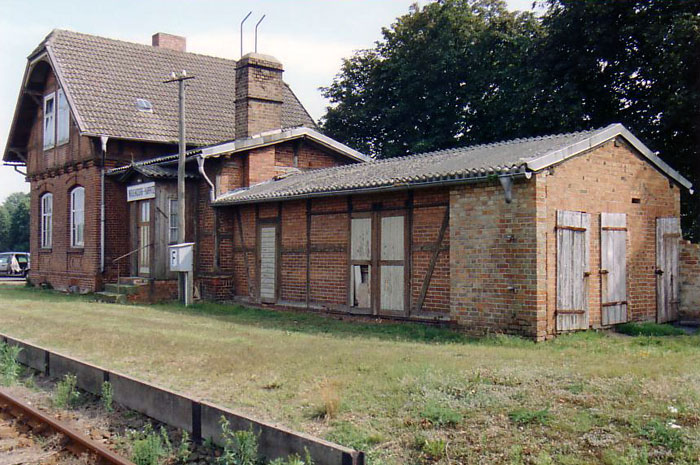
Bahnhof Neuendorf-Karritz

Karritz liegt an der Landesstraße L 21. Der Bahnhof Neuendorf-Karritz an der Nebenstrecke Hohenwulsch–Kalbe–Beetzendorf wurde von der Altmärkischen Eisenbahn AG und ihren Vorgängergesellschaften betrieben. Im Juni 2001 wurde der Personenverkehr eingestellt. Der nächstgelegene Bahnhof ist Hohenwulsch an der Bahnstrecke Stendal–Uelzen.